# Sextus Furius
Pour les articles homonymes, voir Furius Medullinus.
Sextus Furius Medullinus ou Fusus est un homme politique romain, consul en 488 av. J.-C.

## Famille
Il est le premier membre de la gens des Furii à atteindre le consulat. La gens Furia est l'une des plus anciennes et nobles familles patriciennes de Rome. Ses membres tiennent les plus hautes fonctions de l'État pendant toute la période de la République romaine. Elle est originaire de Tusculum comme l'indiquent les nombreuses inscriptions sépulcrales trouvées. Le cognomen Medullinus n'est pas certain, il a pu également porter celui de Fusus.

## Biographie
En 488 av. J.-C., il est élu consul avec Spurius Nautius Rutilus pour collègue,. Les consuls prennent la tête des troupes levées par les consuls de l'année précédente afin d'affronter les Volsques commandés par Coriolan. Une ambassade, constituée uniquement de consulaires, est envoyée dans le camp volsque pour traiter avec Coriolan. Parmi les envoyés se trouvent Marcus Minucius Augurinus, Postumius Cominius Auruncus, Spurius Larcius Flavius, Publius Pinarius Mamercinus Rufus et Quintus Sulpicius Camerinus Cornutus,. Coriolan et ses troupes se retirent finalement et Medullinus en profite pour lancer des raids contre les Volsques.